# Марибор (община)
Община Марибор (словен. Mestna občina Maribor) — одна з общин Словенії. Адміністративним центром є місто Марибор.
Марибор розташована на річці Драва і є центром общини, а також адміністративним, економічним і культурнимо центром всього Подравського регіону.

## Населення
У 2011 році в общині проживало 111170 осіб, 54118 чоловіків і 57052 жінок. Чисельність економічно активного населення (за місцем проживання), 39307 осіб. Середня щомісячна чиста заробітна плата одного працівника (EUR), 964.64 	 (в середньому по Словенії 987.39). Приблизно кожен другий житель у громаді має автомобіль (46 автомобілі на 100 жителів). Середній вік жителів склав 44,1 роки (в середньому по Словенії 41.8). 